# Everville (Second book of the art)
Andra delen i Clive Barkers trilogi om Konsten, som kom trots att han vid utgivningen av den första boken förnekade en uppföljare, nu även har meddelat den tredje och sista boken i serien. Everville börjar cirka 200 år innan Den stora föreställningen slutar men hoppar snart fram i tiden till ungefär ett år efter det att Den stora föreställningen slutar.

## Handling
Harman O’Conner och pionjärerna försöker ta sig till western för att finna ett bättre liv och Harman drömmer om att bygga den nya staden Everville som ska bli det nya Alexandria eller Babylon. Men allt går fel och ansvaret att bygga Everville hamnar på Harmans dotter Mave som efter vägen träffar en varelse från havet, Quiddity. Därefter flyttar handlingen till modern tid och till Tesla Bombeck som kommer till Everville tillsammans med Rauol, apan som med hjälp av Nuncio blev människa och sedan förlorade sin kropp och bosatte sig i Teslas huvud. Tesla ska undersöka vad det är som händer i Everville tillsammans med Grillo som bosatt sig i Omaha för att bygga på revet ett datanät som ska fånga upp paranormala händelser och Harry D’Amour, den ockulta detektiven. Tesla träffar läkarsekreteraren Phobee Cobb när hon ska undersöka en försvunnen advokats hus och deras öden sammanflätas, trots att de ganska snart skiljs från varandra, så kommer de att påverkar varandras öden under hela resan. De upptäcker snart att fler revor till Quiddity har öppnats och att Iad Uroboros åter försöker ta sig över havet för att komma in och konsumera vår värld.
I bakgrunden står de två regissörerna av spelet, dels Kissoon som bereder vägen för Iad Uroboros, men även Owen Budenbaum som har ambitioner på att vinna Konsten. Det var Bundebaum som för tvåhundra år sedan planterade idén i Harman O’Conners huvud att bygga Everville så att staden kunder samla krafter åt honom. Men Budenbaum är också intresserad av en ung psykiskt sjuk pojke som han förför, och när de blir upptäckta under akten startar detta ett religiöst uppbåd som även det kommer att påverka historien. Mitt i detta återvänder Tommy-Ray, Jo-Beath och Howard till berättelsen.
Som vanligt i Barkers romaner så är ett stort antal karaktärer inblandade och hela berättelsen tar episka proportioner.        